# Lo sciamanismo di Siberia e d'Asia centrale
Lo sciamanismo di Siberia e d'Asia centrale (francese: Le chamanisme de Sibérie et d'Asie centrale) è una monografia illustrata sullo sciamanismo in Siberia e in Asia centrale, co-scritta da Charles Stépanoff, etnologo e specialista in Siberia, e da Thierry Zarcone, storico delle religioni e specialista in Turchia. Il libro è stato pubblicato da Éditions Gallimard nel 2011 in Francia, e da L'ippocampo Edizioni l'anno successivo in Italia, come parte della loro collana «Universale L'ippocampo».

## Contenuto
In quest'opera, gli autori esplorano i rituali e le mitologie dello sciamanismo ed evocano l'emergere del neosciamanismo in Occidente. Si tratta di una storia generale e un'analisi dello sciamanismo in Siberia e in Asia centrale musulmana, illustrata da molte figure: si concentra sulla storia, i miti, la vita quotidiana degli sciamani, i loro rituali, la musica e i loro armamentari rituali. Gli autori spiegano anche che il vero rituale richiede uno sforzo fisico eccezionale, in passato i più esperti «passavano coltelli nell'ombelico o nell'ano, si sparavano a vicenda con una pistola, bevevano il proprio sangue, ingoiavano carboni, sassi o aghi».

## I capitoli
Corpus
- Introduzione (pp. 1-7, un susseguirsi di fotografie a tutta pagina che illustrano i rituali sciamanici)
- Capitolo 1: «Lo sciamanismo nella storia» (pp. 11-31)
- Capitolo 2: «Il mito, l'uomo e la natura» (pp. 33-49)
- Capitolo 3: «Il mondo dello sciamano» (pp. 51-65)
- Capitolo 4: «Il rito: gesti e simboli» (pp. 67-81)
- Capitolo 5: «Musica e oggetti rituali» (pp. 83-95)

Testimonianze e documenti
1. Testimonianze di sciamani (pp. 98-99)
2. Canti e invocazioni sciamaniche (pp. 100-103)
3. Racconti di viaggiatori (pp. 104-109)
4. Descrizioni di rituali (pp. 110-113)
5. L'era delle repressioni (pp. 114-115)
6. Il punto di vista degli antropologi (pp. 116-119)

Annessi
- Bibliografia (pp. 120-121)
- Tavola delle illustrazioni (pp. 122-124)
- Indice (pp. 125-126)
- Crediti fotografici/Ringraziamenti (p. 127)

## Accoglienza
Il sito Babelio attribuisce al libro una media di 3.81/5 sulla base di 8 valutazioni. Su Goodreads, il libro ha una valutazione media di 3.20 su 5, basata su 5 valutazioni, indicando recensioni generalmente positive.
Nella sua recensione per la rivista Archives de sciences sociales des religions, la storica francese Françoise Aubin ha scritto: «Questo piccolo libro, un gioiello pedagogico in forma concentrata, completa l'argomento con una mostra brillantemente illustrata di molteplici casi possibili nel passato e nel presente. [...] Le circa 25 "Testimonianze e documenti" riportate in appendice e spesso tradotte dal russo (da Stépanoff) animano, spesso inaspettatamente, il contenuto teorico dei capitoli precedenti: così un estratto di una commedia scritta nel 1786 da Caterina la Grande, beffandosi della sciamanomania dei suoi contemporanei. Da non perdere è un testo del 1933 tradotto dall'uiguro da Zarcone e un rituale tagiko a cui ha partecipato nel 1995 (pp. 111-115). [...] Perché il punto forte del libro e che dovrebbe incoraggiare gli islamologi a farvi riferimento è l'accento posto sullo sciamanismo islamizzato – o islam sciamanizzato, come si vuole – di cui Zarcone è diventato specialista da qualche anno. [...] Il punto debole dell'insieme è la controparte: lo sciamanismo primitivo dei cacciatori è ben trascurato (la parola "caccia" non compare comunque nell'indice). […] A parte questa svista, l'opera qui elencata è un'introduzione ideale a un mondo di pensiero intrigante e sempre vivo.»
In risposta alla recensione critica di Aubin, Charles Stépanoff osserva che le posizioni di Aubin sullo «sciamanismo primitivo dei cacciatori» rivelano pregiudizi evolutivi.